# 조한선
조한선(趙漢善, 1981년 6월 17일 ~ )은 대한민국의 배우이다.
패션 모델로 데뷔하였으며, 2001년 OB맥주 CF에서 무명의 골키퍼 역할로 TV에 처음 등장하였다. 이후 MBC 청춘 시트콤 《논스톱3》 등에 출연하였다. 2010년부터 2012년까지 공익근무요원으로 소집되어 복무하였다. 연예계 데뷔 전 축구 선수로 활동했었으며  포지션은 골키퍼였다.
한편, 음주운전 사건 때문에 물의를 일으켜 중도하차한   가수 구자명의 뒤를 이어 KBS 2TV 예능 프로그램 《우리동네 예체능》에 중도합류했지만 과거 음주운전 사건 전적 때문에 따끔한 눈초리를 받아왔다.

## 학력
- 동곡초등학교
- 역곡중학교
- 정명고등학교
- 홍익대학교 산업스포츠학과[4]

## 출연 작품

### 드라마
| 연도 | 방송사  | 제목                            | 역할   | 비고       |
| ---- | ------- | ------------------------------- | ------ | ---------- |
| 2003 | MBC     | 논스톱 3                        | 조한선 | 303부작    |
| 2003 | MBC     | 좋은사람                        | 강태평 | 16부작     |
| 2004 | KBS2    | 4월의 키스                      | 강재섭 | 24부작     |
| 2013 | SBS     | 세 번 결혼하는 여자             | 안광모 | 40부작     |
| 2015 | SBS     | 가면                            | 김정태 | 특별출연   |
| 2016 | SBS     | 그래, 그런거야                  | 유세현 | 54부작     |
| 2019 | OCN     | 빙의                            | 선양우 | 16부작     |
| 2019 | SBS     | 스토브리그                      | 임동규 | 16부작     |
| 2020 | MBC     | 미쓰리는 알고 있다              | 인호철 | 4부작      |
| 2021 | seezen  | 팔로워                          | 송의찬 | OTT 드라마 |
| 2021 | KBS2    | KBS 드라마 스페셜 - 기억의 해각 | 정석영 | 단막극     |
| 2024 | 디즈니+ | 킬러들의 쇼핑몰                 | 베일   | 8부작      |

### 영화
| 연도 | 제목                | 역할       | 비고     |
| ---- | ------------------- | ---------- | -------- |
| 2004 | 늑대의 유혹         | 반해원     |          |
| 2006 | 연리지              | 이민수     |          |
| 2006 | 열혈남아            | 문치국     |          |
| 2006 | 특별시 사람들       | 일남       |          |
| 2008 | 마이 뉴 파트너      | 강영준     |          |
| 2008 | 달콤한 거짓말       | 박동식     |          |
| 2009 | 유감스러운 도시     | 오토바이맨 | 우정출연 |
| 2010 | 주유소 습격사건 2   | 하이킥     |          |
| 2010 | 무적자              | 정태민     |          |
| 2013 | 동연망일            |            | 홍콩영화 |
| 2015 | 따라지: 비열한 거리 | 운철       | 우정출연 |
| 2015 | 치외법권            | 상근       |          |
| 2015 | 함정                | 권준식     |          |
| 2016 | 멜리스              | 김 사장    |          |
| 2017 | 마차 타고 고래고래  | 호빈       |          |
| 2018 | 돌아와요 부산항애   | 김태주     |          |
| 2018 | 데자뷰              | 주도식     | 특별출연 |
| 2019 | 질투의 역사         | 선기       | 특별출연 |
| 2019 | 접전: 갑을 전쟁     |            | 우정출연 |
| 2021 | 타이거마스크        | 육건평     |          |
| 2023 | 나는 여기에 있다    | 김선두     |          |
| 2025 | 좀비딸              | 이문기     |          |

### 예능
- 2015년 SBS 《정글의 법칙 in 니카라과》

### 뮤직비디오
- 2003년 장나라 - 그게 정말이니
- 2006년 애즈 원 - 십이야
- 2007년 KCM - 안녕
- 2008년 왁스 - 여자는 사랑을 먹고
- 2009년 프리스타일 - 마음으로 하는 말
- 2010년 박화요비 & 고유진 - Ghost
- 2013년 조용필 - 걷고 싶다

### CF
- BMW
- SM5
- 베이직하우스
- 실론티
- 한국네슬레 테이스터스초이스
- 한국야쿠르트 메치니코프
- SK텔레콤
- KT프리텔 ‘Na’
- 피자헛
- 포카리스웨트
- 나뚜르
- OB맥주

## 홍보대사
- 스위스 관광청 명예홍보대사 (2006년)
- 제15회 이천춘사대상영화제 홍보대사 (2007년)

## 수상 및 후보
| 연도 | 시상식                    | 부문                                  | 작품                            | 결과 |
| ---- | ------------------------- | ------------------------------------- | ------------------------------- | ---- |
| 2003 | MBC 방송연예대상          | 코미디·시트콤부문 남자 신인상         | 논스톱 3                        | 후보 |
| 2004 | 제25회 청룡영화상         | 신인남우상                            | 늑대의 유혹                     | 후보 |
| 2005 | 제42회 대종상             | 신인남우상                            | 늑대의 유혹                     | 후보 |
| 2007 | 제6회 대한민국 영화대상   | 남우조연상                            | 열혈남아                        | 후보 |
| 2007 | 제15회 이천춘사대상영화제 | 남우조연상                            | 열혈남아                        | 수상 |
| 2007 | 제28회 청룡영화상         | 남우조연상                            | 열혈남아                        | 후보 |
| 2016 | SBS 연기대상              | 장편드라마부문 남자 우수연기상        | 그래, 그런거야                  | 후보 |
| 2020 | MBC 연기대상              | 월화 미니·단막 부문 남자 최우수연기상 | 미쓰리는 알고 있다              | 후보 |
| 2020 | SBS 연기대상              | 조연상 팀부문                         | 스토브리그                      | 수상 |
| 2020 | SBS 연기대상              | 남자 조연상                           | 스토브리그                      | 후보 |
| 2021 | KBS 연기대상              | 남자 드라마 스페셜·TV시네마상         | KBS 드라마 스페셜 - 기억의 해각 | 후보 |